# فریب

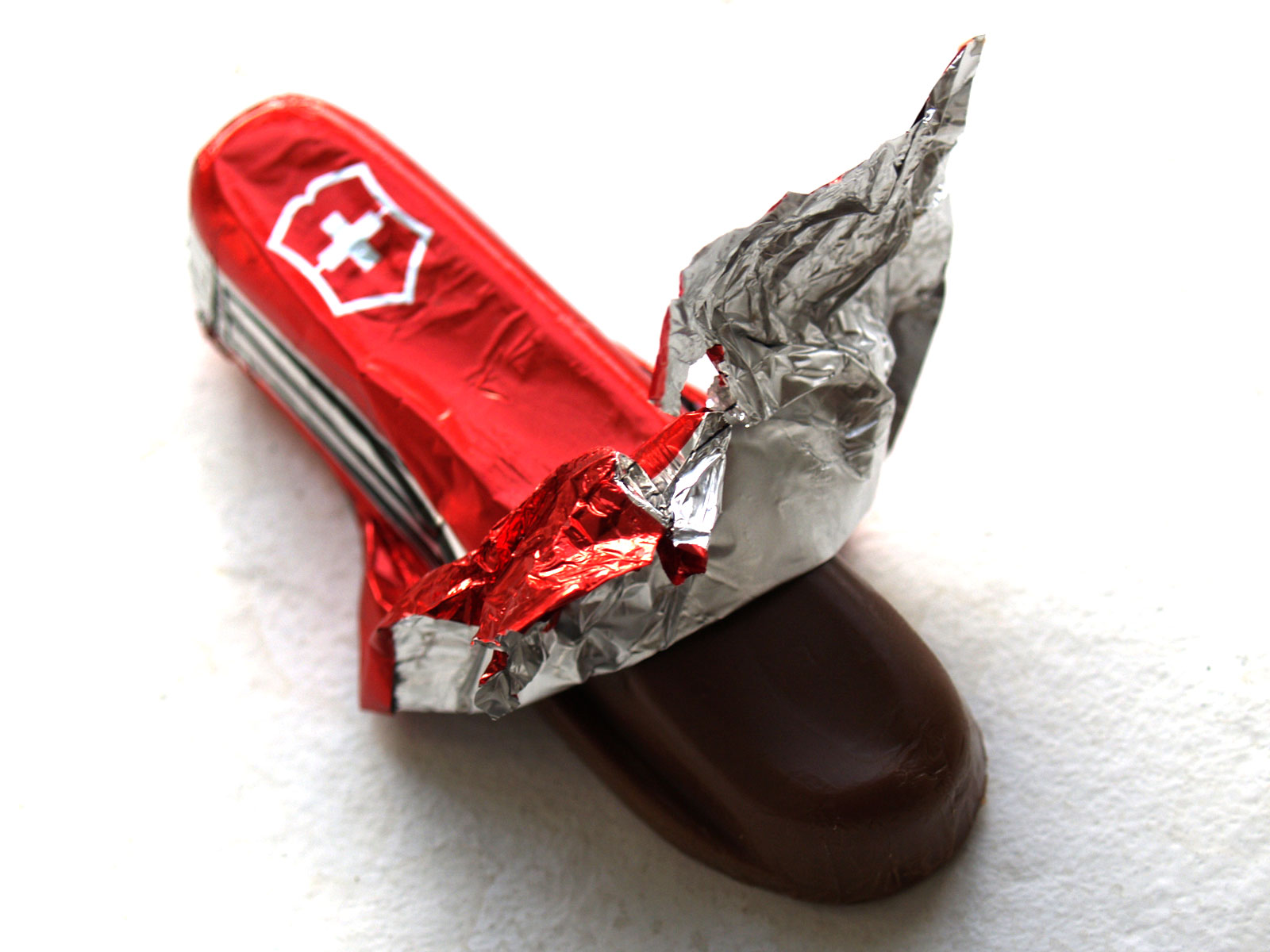
چیزی که در ظاهر به نظر میرسد با حقیقت و باطن متفاوت است.

فریب به ایجاد اعتقاد غلط یا حقیقت نیمه کامل یا تلاش برای ایجاد اعتماد به چیزی که حقیقت نیست گفته می‌شود.
از نظر آموزه‌های قرآن نیز برای هر چیزی ملاکی است که می‌توان بر اساس آن امور را سنجید و نمی‌توان تنها به سبب شواهد ظاهری هم چون‌گریه و اندوهیا وضعیت پوششی یا قوت و نیروی بدنی یا آسایش و رفاه ظاهری یا به سبب سوگند و قسم به خدابه دیگری اعتماد کرد و او را اهل صداقت دانست؛ زیرا ممکن است که اینها همه ظاهر سازی و شیطنتی باشد تا در پس این حیله‌گری و فریب، کار خویش را پیش ببرند.

## معنی لغت
عشوه و مکر و غافل شدن یا غافل کردن به خدعه

## انواع
فریب مدیریت به عمد پیام‌های کلامی یا غیر شفاهی است به‌طوری‌که به باور گیرنده پیام خواهد رسید ولیکن فرستنده پیام از نادرستی آن مطلع است.
نیت نقش حیاتی در مبحث فریب دارد و نقطه تمایز بین فریب و اشتباه صادقانه است.
دروغ گویی
مبهم‌سازی
 پنهان‌کاری 
 مبالغه 
 و کتمان حقیقت.